# Estadio Francisco León García
El Estadio "Francisco León García" es un estadio de béisbol localizado en la ciudad de Puerto Peñasco en el estado mexicano de Sonora. Se encuentra en un circuito deportivo llamado "La Milla", el circuito deportivo más importante de la ciudad. Su construcción inició en 1967 y ese mismo año se inauguró por el gobernador del estado Luis Encinas y el presidente municipal Francisco Higuera Padilla.
El estadio es sede del equipo de béisbol los Tiburones de Puerto Peñasco que compite en la Liga Norte de México y que participó en la Liga Norte de Sonora obteniendo en esta 4 campeonatos y un subcampeonato. Realizándose aquí diversos encuentros de pretemporada y temporada regular de estas ligas.
Para la temporada 2017 el inmueble tuvo una importante remodelación con una fuerte inversión; se construyó una sección nueva en el jardín izquierdo, se embutacó en su totalidad el inmueble (excepto la tradicional sección del jardín derecho), una nueva pizarra electrónica, obras de nuevos baños, un restaurant-bar en la parte central del estadio,  vestidores, pasto sintético, techumbre y alumbrado y una fachada nueva entre las principales obras realizadas, dejando al escenario como uno de los mejores y más modernos de la Liga Norte de México
En ocasiones es utilizado como sede de eventos musicales o religiosos. Algunos conciertos importantes han sido Tercer Cielo, Banda el Recodo, Funky, Laberinto, o en ferias locales, como el Marina Fest, y la Feria de Semana Santa.